# Tinh trùng

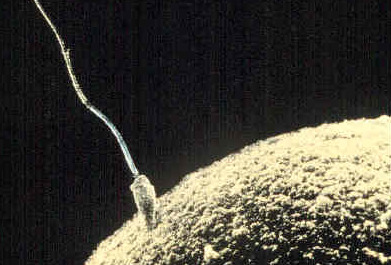
Một tế bào tinh trùng đang cố xuyên qua màng của tế bào trứng để thụ tinh nó

Tinh trùng (tiếng Anh spermatozoon), tiếng Hy Lạp cổ σπέρμα (hạt giống) và ζῷον (mang sự sống).
Tinh trùng là tế bào đơn bội, nó kết hợp với tế bào trứng để tạo thành hợp tử. 
Như vậy Hợp tử là 1 tế bào có trọn vẹn bộ nhiễm sắc thể và sẽ trở trành phôi thai.
Tinh trùng đóng góp 1/2 thông tin di truyền cho thế hệ con. 
Ở động vật có vú, tinh trùng quyết định giới tính của con con. Vì tế bào trứng luôn mang nhiễm sắc thể X nên tinh trùng mang nhiễm sắc thể Y sẽ tạo ra con con là giống đực (XY) và tinh trùng mang nhiễm sắc thể X sẽ sinh ra con cái (XX). 
Tế bào tinh trùng lần đầu được phát hiện bởi một sinh viên của Antonie van Leeuwenhoek vào năm 1677.

## Con người
Tinh trùng được tạo ra ở tinh hoàn, mỗi tinh trùng mang 23 nhiễm sắc thể tức là một nửa số nhiễm sắc thể để tạo thành con người (23 cặp) vì vậy nó được gọi là tế bào đơn bội.
Tế bào tinh trùng của người được cấu tạo bởi phần đầu dài khoảng 5 µm (5 phần nghìn mm) và đuôi dài 50 µm. Nhờ cái đuôi hình roi, tinh trùng có thể di chuyển được cỡ 1 – 3 mm/ phút. 
|  |

### Tránh khỏi sự phản ứng của hệ miễn dịch
Lớp phân tử Glycoprotein trên bề mặt của tinh trùng được hệ miễn dịch của tất cả các cá thể loài người chấp nhận, đó chính là tín hiệu không được loại bỏ. Lớp Glycoprotein cũng được các vi khuẩn truyền nhiễm, tế bào ung thư, các loài giun ký sinh, HIV... sử dụng để tránh khỏi sự tấn công của hệ miễn dịch.

Cấu tạo của tế bào tinh trùng con người

## Động vật
Phần lớn các loài động vật đều dựa vào tinh trùng để thụ tinh.
Một số loài ruồi giấm tạo ra tinh trùng lớn nhất được biết đến trong tự nhiên. Drosophila melanogaster tạo ra tinh trùng có thể lên tới 1,8 mm, trong khi loài Drosophila bifurca họ hàng của nó tạo ra tinh trùng lớn nhất được biết đến, có chiều dài hơn 58 mm. Trong Drosophila melanogaster, toàn bộ tinh trùng, bao gồm cả đuôi, được đưa vào tế bào chất của tế bào trứng, tuy nhiên, đối với Drosophila bifurca chỉ một phần nhỏ của đuôi đi vào tế bào trứng.
Chuột gỗ Apodemus sylvaticus sở hữu tinh trùng với hình thái falciform. Một đặc điểm khác làm cho các giao tử này trở nên độc đáo là sự hiện diện của một cái móc trên đỉnh tinh trùng. Móc này được sử dụng để gắn vào móc hoặc vào cột cờ của các tinh trùng khác. Tập hợp tinh trùng được tạo ra bởi các kết nối này và kết quả là một chuỗi tinh trùng di động. Những chuỗi tinh trùng này cung cấp khả năng vận động được cải thiện trong đường sinh sản nữ và là một phương tiện giúp thúc đẩy sự thụ tinh.
Giai đoạn hậu sinh của chuột sinh tinh rất nhạy cảm với các tác nhân gây độc môi trường, bởi vì các tế bào mầm nam hình thành tinh trùng trưởng thành, chúng dần dần mất khả năng sửa chữa tổn thương DNA. Việc chiếu xạ chuột đực trong quá trình sinh tinh muộn có thể gây ra thiệt hại kéo dài ít nhất 7 ngày trong quá trình thụ tinh của tinh trùng và làm gián đoạn quá trình sửa chữa đứt gãy sợi DNA của mẹ làm tăng quang sai nhiễm sắc thể có nguồn gốc từ tinh trùng. Điều trị chuột đực bằng melphalan, một tác nhân kiềm hóa thường được sử dụng trong hóa trị liệu, gây ra các tổn thương DNA trong quá trình phân bào có thể tồn tại ở trạng thái chưa được sửa chữa khi các tế bào mầm tiến triển mặc dù các giai đoạn có khả năng sửa chữa DNA của sự phát triển của tinh trùng. Những tổn thương DNA không được sửa chữa như vậy trong tinh trùng, sau khi thụ tinh, có thể dẫn đến con cái có nhiều bất thường khác nhau.
Nhím biển như Arbacia punculata là những sinh vật lý tưởng để sử dụng trong nghiên cứu tinh trùng, chúng sinh ra một số lượng lớn tinh trùng xuống biển, khiến chúng thích hợp làm sinh vật mẫu cho các thí nghiệm. [Cần dẫn nguồn]
Các tinh trùng của thú có túi thường dài hơn so với các động vật có vú với nhau thai.

## Thực vật, tảo và nấm

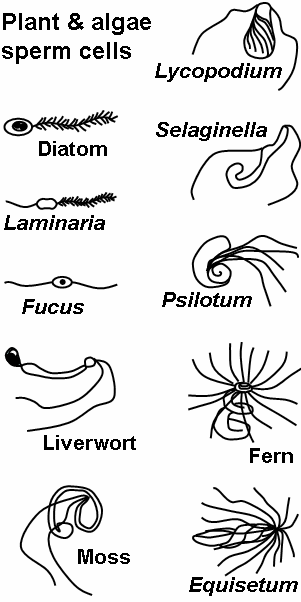
Tinh trùng của tảo và một số thực vật bậc thấp

Giao tử của rêu, dương xỉ và một số thực vật hạt trần là những tế bào tinh trùng tự di chuyển được, ngược lại với phấn hoa của phần lớn thực vật hạt trần và tất cả thực vật hạt kín.
Tế bào tinh trùng của tảo và thực vật bậc thấp thường có nhiều đuôi (xem hình) khác hẳn về mặt hình thái so với tinh trùng của động vật.

## Hình ảnh
